# いのちの塔

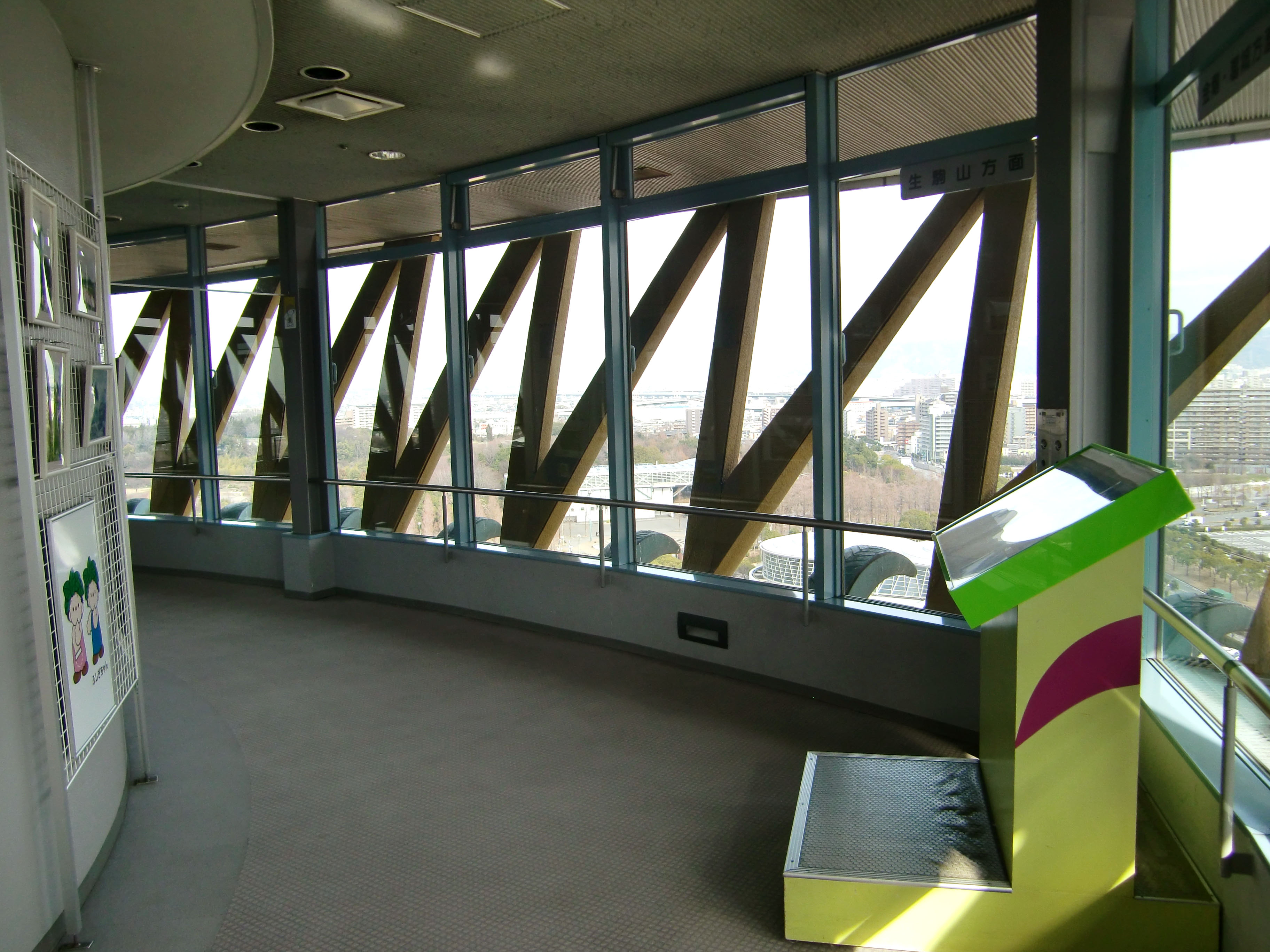
展望棟パノラマ・フロア

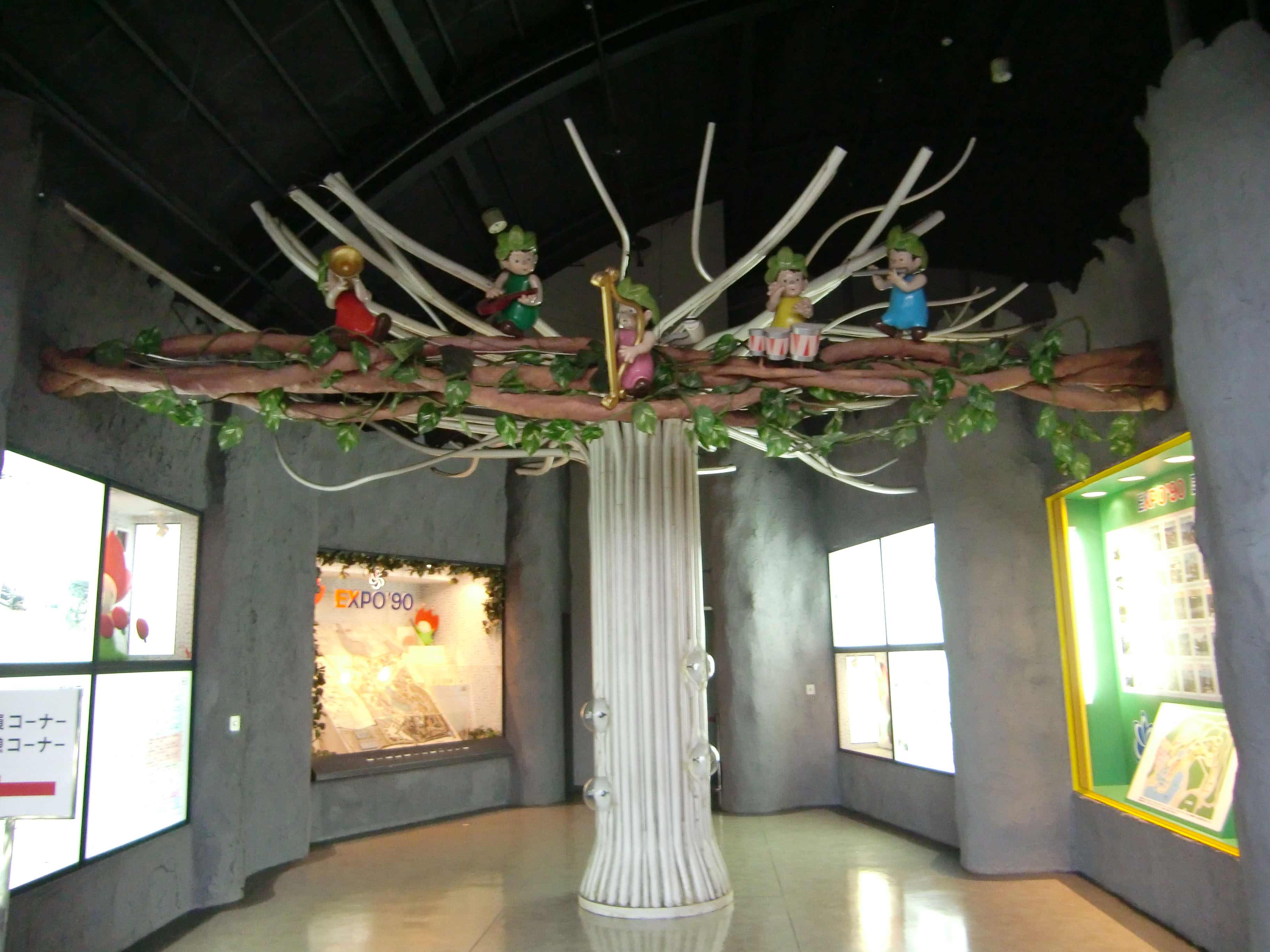
いのちの大樹

いのちの塔（いのちのとう）は、大阪府大阪市鶴見区の花博記念公園鶴見緑地にある展望塔である。

## 概要
1990年4月1日に開幕した国際花と緑の博覧会（花の万博）のシンボルタワーとして、「地球ふしぎ・生命ふしぎ」をテーマに、生命の大樹・いのちの塔出典実行委員会により「生命の大樹・いのちの塔」のパビリオン名で出展された。
元々は、「京都大学EXPO'90フォーラム『いのちの塔』100万人会員組織委員会」により、花の万博のシンボルタワーを建設する計画が立てられたのがのはじまり。
建設費用や運営費用は18歳までの子どもを対象にして募集された「100万人会員」の会費や、企業・団体や個人の募金により賄われた。会員数が達成せず資金難から花の万博の会期中も会員募集と募金活動が会場内で行われた。
塔のデザインは全国の子どもから一般公募された約1,500点の図案を元にして川崎清により設計された。円筒形の塔は「生命の大樹」を表している。
1990年9月30日に花博が閉幕した後、1992年4月に花博記念公園鶴見緑地の展望塔として再オープン。大阪市の外郭団体により運営されてきたが、老朽化などを理由に2010年3月31日をもって展望塔としての営業が休止された。塔そのものは鶴見緑地のシンボルとして今後も残るのではないかとの見方もあったが、2019年10月になって、市が撤去を予定していると報道された。
尚、花の万博20周年記念「花と緑のフェスタ」（主催：公益財団法人国際花と緑の博覧会記念協会）の開催に合わせ、同協会の費用により、同年4月29日 - 5月5日に限り無料開放された。

## 施設概要
- 建築面積：839.08m2
- 延床面積：1,298.66m2
- 展望塔
  - 塔体：鉄筋コンクリート造・鉄骨造
  - 高さ：90m[1]
  - 直径：9m
  - 展望室床面積：56.7m2
  - 展望室高さ：60m（最高部）
- 展示棟
  - 鉄骨：地上2階建
  - 1階延床面積：549.52m2
  - 2階延床面積：407.52m2

## いのちの塔100万人会員
「京都大学EXPO'90フォーラム『いのちの塔』100万人会員組織委員会」により、0歳から18歳までの子どもを対象にして会員が募集された。目標人数は100万人。
当初の募集期間は1989年12月31日までで、会費は2,000円だった。募集はその後も続けられたが、花の万博の開幕までに目標人数の100万人に会員数が達さなかったため募集は会期中も続いた。
会員数は約30万7,000人。
会員の名前は銘板に刻印されいのちの塔で永久に展示される予定だったが、施設運営上の理由から閉幕後は撤去されることとなった。
100万人会員は名前やメッセージ、写真のデータを花の万博閉幕後も永久保存し、いつでもいのちの塔で閲覧できることを約束していたが、2010年（平成22年）3月末をもっていのちの塔は閉鎖となり、水の館にある管理事務所で閲覧が可能となっている。

## イメージキャラクター
いのちの塔にはイメージキャラクター「ふしぎちゃん」がある。デザインは中島潔による。

## 花の万博開催時のフロア
- 展示棟1階：エントランス　NHKサテライトスタジオ
- 展示棟2階：メッセージフロア
- 展示棟3階：いのちの大樹　ふしぎな潜望鏡
- 展望棟1階：銘板展示コーナー
- 展望棟2階：パノラマ・フロア

## 花の万博閉幕後のフロア
- 1階：エントランス・プラザ
- 2階：コミュニケーション・プラザ
  - 大阪万博メモリアルコーナー（いのちの大樹）
  - 大阪市花と緑の街づくりコーナー
  - いのちの塔会員コーナー（ふしぎな潜望鏡）
  - コミュニティ広場
- 展望階：パノラマ・フロア